# Alberto Amor
Alberto Amor (Buenos Aires, Argentina, 25 de enero de 1917 – ibídem 1999) cuyo nombre real era  Vinicio Guillermo D’Amore fue un cantor y letrista dedicado al género del tango.

## Carrera profesional
En 1935, Florindo Sassone que era el primer violinista en la orquesta de Osvaldo Fresedo para organizar su conjunto propio y debió elegir los músicos y el cantor de la nueva agrupación; para este último puesto escuchó a varios candidatos y escogió a D´Amore, de 19 años por entonces, dándole el nombre artístico de Alberto Amor. Fue así que debutó profesionalmente el 1 de enero de 1936 en Radio Belgrano y actuó en el café El Nacional, llamado la Catedral del tango de la calle Corrientes y el cabaré Marabú ubicado en Maipú 359.
En 1937 actuó por una breve temporada con el conjunto de Ciriaco Ortiz para volver enseguida con Sassone y a su exitoso ciclo por Radio El Mundo. En 1939 pasó fugazmente por la orquesta de Carlos Di Sarli, luego cantó junto a Alberto Lago en la de Osvaldo Pugliese, en 1941 trabajó en el conjunto de Francisco Grillo ante los micrófonos de Radio Splendid y, ya en 1942, en la de Antonio Rodio, sin haber grabado con ninguna de ellas.
En 1943, al terminar los bailes de Carnaval, el cantor Jorge Ortiz dejó la orquesta de Rodolfo Biagi para trabajar con Miguel Caló por lo que Biagi contraó a Amor y también a Carlos Acuña, debutando ambos ante los micrófonos de Radio Splendid.
El 3 de marzo de 1943 Amor hace su primera grabación, con los tangos Por algo será, de Carlos Rivero y Otello Elli, y Arlette, música de Antonio Bonavena y letra de Horacio Sanguinetti; ese mismo año grabó los tangos . En julio registró Tres horas, de Héctor Varela y Alberto Nery y Si la llegaran a ver, con música de Juan D'Arienzo y letra de Enrique Cadícamo y el vals Prisionero, de Julio Carresons y Carlos Bahr- Al año siguiente grabó Lisón, de José Ranieri y Julián Centeya seguido de su primer gran éxito discográfico, el tango Nada, del que se vendieron muchos discos. También de ese año son los regiistros de Como el hornero y Seamos amigos, de Príncipe Cubano y Domingo Rullo.
En 1945 Carlos Acuña dejó orquesta y regresó  Jorge Ortiz. Entre 1943 y 1947 Amor hizo 31 grabaciones con Biagi, entre las que se destacan, aparte de las ya mencionadas: Adiós pampa mía, Anselmo Laguna (1945); Café de los Angelitos, Con mi perro, Cuando llora la milonga (1946), Me quedé mirándola, de Vicente Spina y Roberto Miró, y Y dicen que no te quiero (1947, el último registro de esta etapa.
En 1949 formó su propio conjunto, con el que hizo  importantes giras Argentina, Uruguay, Chile y Brasil, país este último en el cual lo favoreció la popularidad de Biagi, originada en la campaña de difusión que había realizado la discográfica Odeon. A comienzos de la década de 1950 ingresó a la orquesta del bandoneonista Francisco Grillo, haciendo presentaciones en Radio Splendid, el Tango Bar y en el Marabú. La orquesta grabó cuatro piezas para el sello Pathé y Amor cantaba en dos de ellas: Una página en blanco, del propio Grillo con letra de Juan Cirilo Ramírez (1953), y Desvelo (1954).
Al producirse en golpe de Estado de septiembre de 1955 que derrocó al presidente Perón, Grillo que era su simpatizante dejó el país y también lo hizo Amor realizando una extensa gira. Cuando regresó luego de largo tiempo, abandonó el canto profesional para dedicarse al comercio.
Escribió las letras de los tangos Ragazzina, con música del contrabajista Norberto Samonta; Tu ausencia llorarán, con Ángel Urbino, y la zamba Zamba y ausencia, con Sabino Alfonso Ciorciari.
Falleció en Buenos Aires en 1999.

## Valoración
Su canto con timbre de barítono con reflejos atenorados era amable y delicado gracias al equilibrio con que colocaba su voz. Su calidad interpretativa y su personal voz y fraseo era merecedor de un mayor reconocimiento que el que tuvo, posiblemente porque en su tiempo abundaban los grandes vocalistas y, siendo fundamental para el cantor el posicionamiento de la orquesta a la que estaba vinculado, su mejor momento transcurrió con la orquesta de Rodolfo Biagi, que no estaba entre las más cotizadas.